# Tatra 600
O Tatra 600, chamado Tatraplan, era um carro com motor traseiro refrigerado a ar e tração traseira produzido de 1948 a 1952 pelo fabricante tcheco Tatra. O primeiro protótipo foi concluído em 1946.

## História
Após a Segunda Guerra Mundial, a Tatra continuou seus negócios pré-guerra de construir carros de passeio, além de veículos comerciais e militares. A fábrica foi nacionalizada em 1946, dois anos antes da tomada comunista. Embora a produção de modelos pré-guerra continuasse, um novo modelo, o Tatra 600 Tatraplan, foi projetado em 1946-47 por Josef Chalupa, Vladimír Popelář, František Kardaus e Hans Ledwinka. O nome do carro celebrava a nova economia planificada comunista, mas também se referia à inspiração do avião ('éroplan' significa avião em tcheco coloquial).
Originalmente, o 600 era conhecido como Tatra 107, uma continuação dos carros aerodinâmicos anteriores da Tatra — 77, 87 e 97 —, pois era uma versão mais nova, menor e mais barata para substituir o desatualizado Tatra 57. A Tatra mudou para um novo sistema de numeração após a Segunda Guerra Mundial, com todos os códigos de modelo de carro começando com 600; como resultado, o Tatra 107 se tornou o Tatra 600.
Após dois protótipos "Ambrož" (dezembro de 1946) e "Josef" (março de 1947), o 600 entrou em produção em massa em 1948. Em 1951, o departamento de planejamento estatal decidiu que o Tatraplan deveria ser construído na fábrica da Škoda Auto em Mladá Boleslav, deixando a Tatra se concentrar na montagem de caminhões. Isso foi bastante impopular entre a força de trabalho em ambas as fábricas: como resultado, a Škoda construiu Tatraplans por apenas um ano antes que o modelo fosse descontinuado em 1952.
O Tatraplan tinha uma carroceria de sedã fastback de 6 lugares estilo ponton, monocoque aerodinâmico, com portas suicidas dianteiras e um coeficiente de arrasto (Cd) de apenas 0,32. Era equipado com um motor boxer de quatro cilindros refrigerado a ar, de 1.952 cc, montado na traseira. Foram feitos 6.342, 2.100 deles em Mladá Boleslav. Em 2010, no Reino Unido, o Tatraplan venceu a competição "Carro Clássico do Ano" na categoria dos anos 1940.

## Modelos
- Tatra 107 - designação original do 600.
- Tatra 201 - versão comercial do 600, quatro construídos (uma picape, um furgão e duas ambulâncias) em 1947. Diferentemente do 600, o 201 tinha motor dianteiro.
- Tatra 600 Diesel - semelhante ao 600, mas com motor diesel de 2,0 L, três protótipos construídos em 1949.
- Tatra 601 Monte Carlo - um carro esportivo de duas portas baseado no 600, um (possivelmente dois) construído em 1949.
- Tatra 602 Tatraplan Sports - um carro de corrida baseado no 600, 2 construídos em 1949.

## Galeria

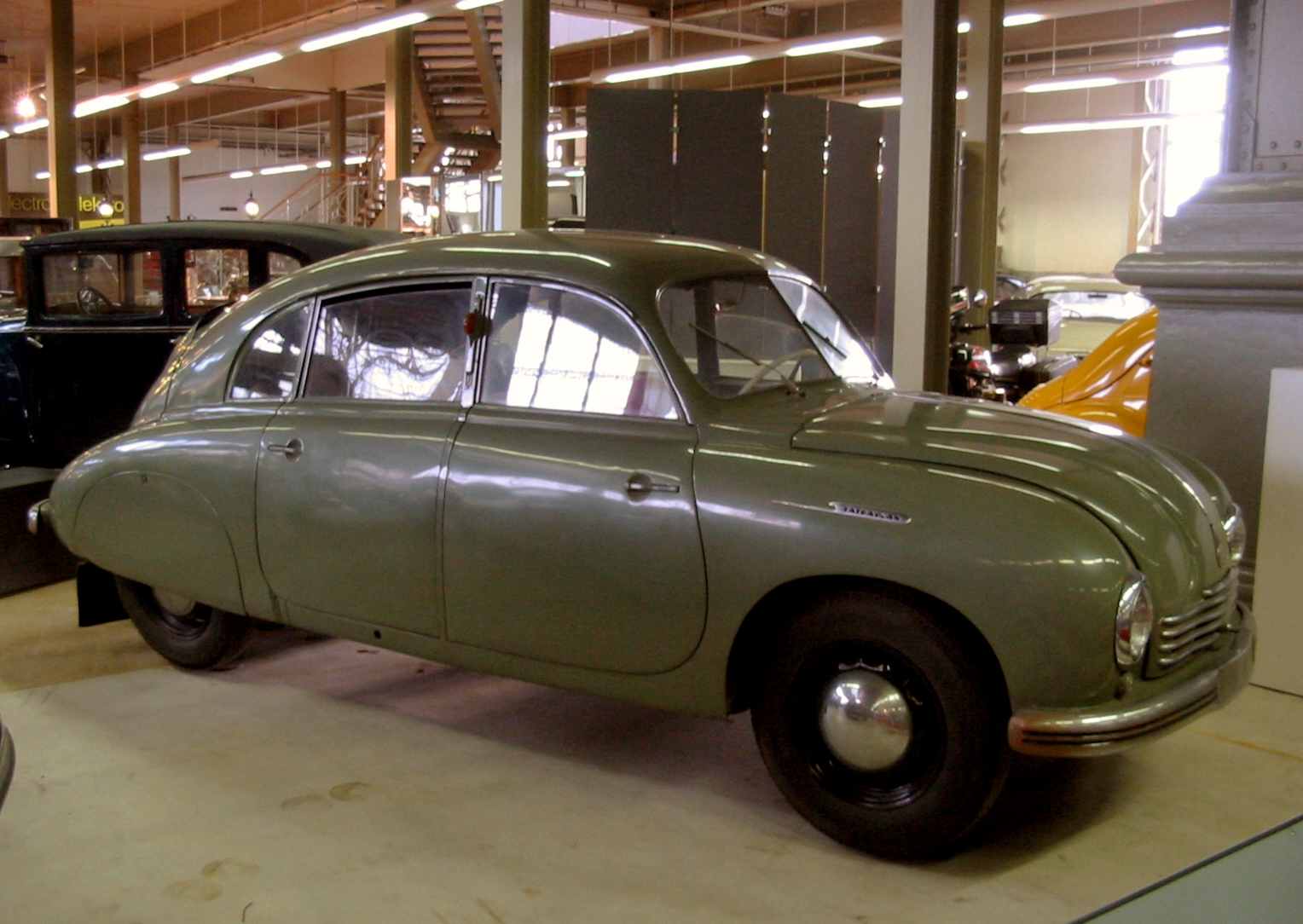
Tatra 600 Tatraplan em exposição
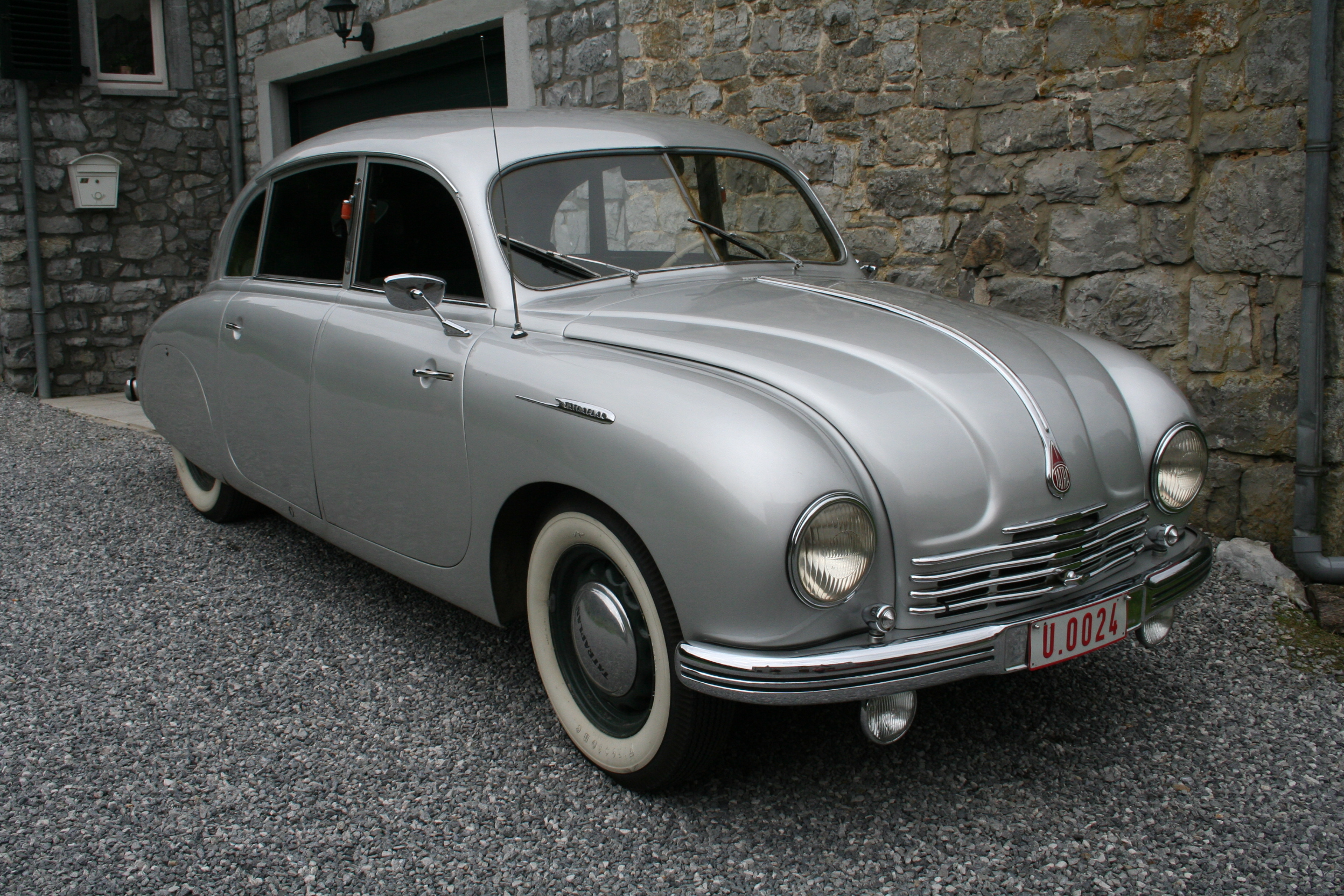
Tatra 600
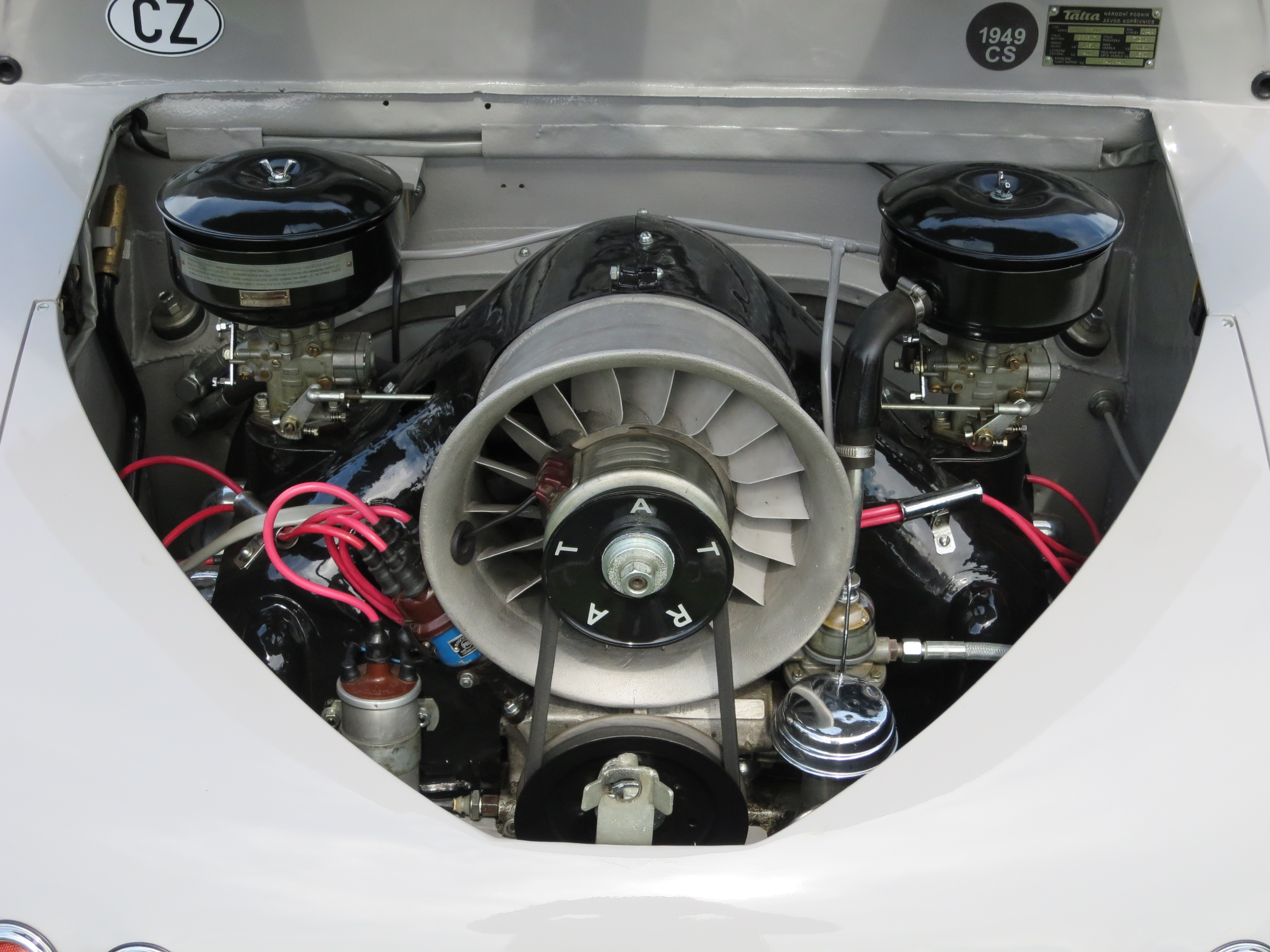
Compartimento do motor do Tatra 600
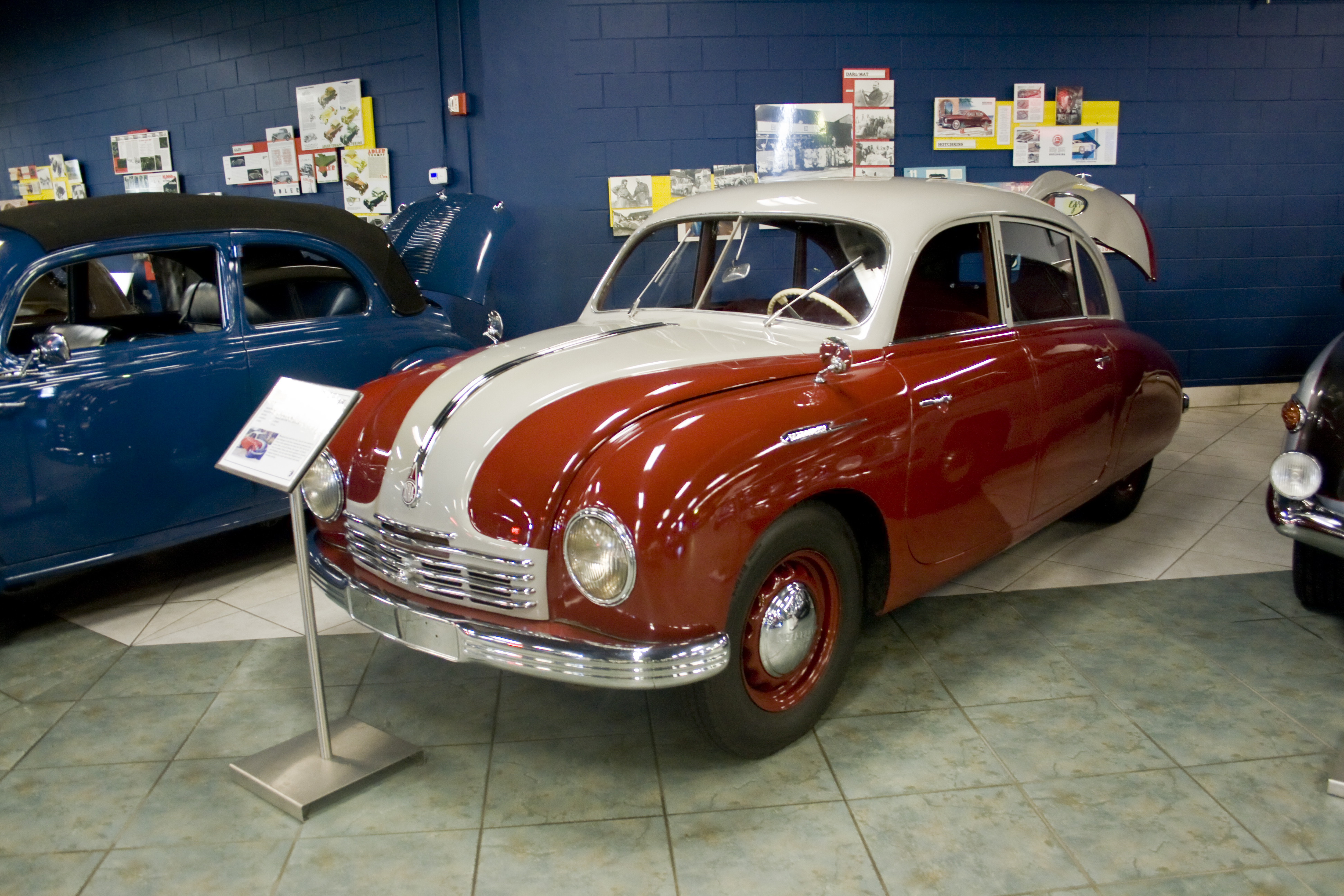
Tatra 600 no Museu do Automóvel de Tampa Bay